# Excelsior Brussels
O Brussels Basketball é um clube profissional de basquetebol sediado na cidade de Bruxelas, Bélgica que atualmente disputa a Liga Belga. Foi fundado em 1958 e realiza seus jogos no complexo esportivo de Neder-Over-Heembeek, que possui capacidade para 1.500 espectadores.